# Pseudoleskeopsis imbricata
Pseudoleskeopsis imbricata là một loài Rêu trong họ Leskeaceae. Loài này được (Hook. f. & Wilson) Thér. miêu tả khoa học đầu tiên năm 1929.